# Sphenomorphus kuehnei
Sphenomorphus kuehnei är en ödleart som beskrevs av  Roux 1910. Sphenomorphus kuehnei ingår i släktet Sphenomorphus och familjen skinkar. Inga underarter finns listade i Catalogue of Life.